# Neurot Recordings
Neurot Recordings ist ein von den Mitgliedern der Post-Metal-Band Neurosis 1999 gegründetes Plattenlabel aus den USA, welches ursprünglich zum Verlag der Produkte von Neurosis und Tribes of Neurot gegründet wurde.
Darüber hinaus nimmt Neurot Recording Interpreten aus Substilen des Doom- und Progressive-Metal sowie Projekte aus den Genrebereichen des Alternative, Dark Wave und Post-Hardcore unter Vertrag hat. Die unter Vertrag genommenen Künstler sollen laut Labelangabe „Klangkunst oder Musik“ erschaffen die „emotional und einzigartig sei“, dabei sei der zugrunde liegende Stil irrelevant. Es liege einzig im Interesse des Labels, besonders interessante Musik zu veröffentlichen.
Zu den bekanntesten Vertretern zählen Neurosis, Amenra, Shrinebuilder, Ufomammut und Current 93. Ansässig ist Neurot Recordings in San Francisco, Kalifornien. Die Veröffentlichungen sind überwiegend als CD und Schallplatte verfügbar.

## Katalog (Auswahl)
| Jahr | Interpret                                        | Titel                                       | Katalog-Nr. |
| ---- | ------------------------------------------------ | ------------------------------------------- | ----------- |
| 1999 | Neurosis                                         | Pain of Mind                                | NR001       |
| 1999 | Neurosis                                         | Souls at Zero                               | NR003       |
| 1999 | Neurosis                                         | Enemy of the Sun                            | NR004       |
| 1999 | Tribes of Neurot                                 | Grace                                       | NR005       |
| 2000 | Steve Von Till                                   | As the Crow Flies                           | NR006       |
| 2000 | Galloping Coroners                               | Dancing with the Sun                        | NR007       |
| 2000 | Neurosis                                         | Sovereign                                   | NR008       |
| 2000 | Tribes of Neurot                                 | 60°                                         | NR009       |
| 2001 | Tarentel                                         | The Order of Things                         | NR010       |
| 2001 | Zeni Geva                                        | 10.000 Light Years                          | NR011       |
| 2001 | Isis                                             | SGNL>05                                     | NR012       |
| 2001 | Vitriol                                          | I-VII                                       | NR013       |
| 2002 | Tribes of Neurot                                 | Adaptation and Survival: The Insect Project | NR014       |
| 2001 | Scott Kelly                                      | Spirit Bound Flesh                          | NR015       |
| 2003 | Amber Asylum                                     | Frozen in Amber                             | NR016       |
| 2002 | Oxbow                                            | An Evil Heat                                | NR017       |
| 2003 | KK Null                                          | Atomik Disorder                             | NR018       |
| 2002 | Neurosis                                         | Live in Lyon                                | NR019       |
| 2002 | Steve Von Till                                   | If I Should Fall to the Field               | NR020       |
| 2001 | Culper Ring                                      | 355                                         | NR021       |
| 2002 | Tarantula Hawk                                   | Tarantula Hawk                              | NR022       |
| 2002 | Lotus Eaters                                     | Mind Control for Infants                    | NR023       |
| 2003 | Bee and Flower                                   | What’s Mine Is Yours                        | NR024       |
| 2003 | House of Low Culture                             | Edward’s Lament                             | NR025       |
| 2003 | Sabers                                           | Specter                                     | NR026       |
| 2003 | Neurosis                                         | Live in Stockholm                           | NR027       |
| 2003 | Neurosis & Jarboe                                | Neurosis & Jarboe                           | NR028       |
| 2003 | Grails                                           | The Burden of Hope                          | NR029       |
| 2003 | Blood and Time                                   | At the Foot of the Garden                   | NR030       |
| 2004 | Enablers                                         | End Note                                    | NR031       |
| 2004 | Diverse Interpreten                              | Neurot Recordings I                         | NR032       |
| 2004 | Neurosis                                         | The Eye of Every Storm                      | NR033       |
| 2004 | Grails                                           | Redlight                                    | NR034       |
| 2004 | Red Sparowes                                     | At the Soundless Dawn                       | NR035       |
| 2005 | Made Out of Babies                               | Trophy                                      | NR036       |
| 2002 | Harvestman                                       | Lashing the Rye                             | NR037       |
| 2006 | MGR                                              | Nova Lux                                    | NR038       |
| 2006 | Tone                                             | Solidarity                                  | NR039       |
| 2005 | Tribes of Neurot                                 | Meridian                                    | NR040       |
| 2006 | Enablers                                         | Output Negative Space                       | NR041       |
| 2006 | Final                                            | 3                                           | NR042       |
| 2006 | Current 93 / OM                                  | Inerrant Rays of Infabllible Sun            | NR043       |
| 2006 | Red Sparowes, Made Out of Babies, Battle of Mice | Triad                                       | NR044       |
| 2006 | Red Sparowes                                     | Every Red Heart Shines Toward the Red Sun   | NR045       |
| 2006 | Made Out of Babies                               | Coward                                      | NR046       |
| 2006 | Battle of Mice                                   | A Day of Nights                             | NR047       |
| 2007 | Christ on Parade                                 | Sound of Nature                             | NR048       |
| 2007 | MGR vs SirDSS                                    | Impromptu                                   | NR049       |
| 2007 | Neurosis                                         | Given to the Rising                         | NR050       |
| 2008 | Guapo                                            | Elixirs                                     | NR052       |
| 2007 | Savage Republic                                  | 1938                                        | NR053       |
| 2007 | Buried at Sea                                    | Ghost                                       | NR054       |
| 2008 | Steve Von Till                                   | A Grave Is a Grim Horse                     | NR055       |
| 2007 | U.S. Christmas                                   | U.S. Christmas                              | NR056       |
| 2008 | Grey Daturas                                     | Return to Disruption                        | NR057       |
| 2008 | U.S. Christmas                                   | Eat the Low Dogs                            | NR058       |
| 2008 | A Storm of Light                                 | And We Wept the Black Ocean Within          | NR059       |
| 2008 | Scott Kelly                                      | The Wake                                    | NR060       |
| 2009 | KK Null                                          | Oxygen Flash                                | NR061       |
| 2009 | Neurosis                                         | Through Silver in Blood                     | NR062       |
| 2009 | Neurosis & Tribes of Neurot                      | Times of Grace & Grace                      | NR063       |
| 2008 | Akimbo                                           | Jersey Shores                               | NR064       |
| 2009 | Harvestman                                       | In a Dark Tounge                            | NR065       |
| 2009 | MGR y Destructo Swarmbots                        | Amigos de la Guitarra                       | NR066       |
| 2009 | Skullflower                                      | Strange Keys to Untune God’s Firmament      | NR067       |
| 2009 | Chord                                            | FLORA                                       | NR068       |
| 2010 | Harvestman                                       | Trinity                                     | NR069       |
| 2009 | Shrinebuilder                                    | Shrinebuilder                               | NR070       |
| 2009 | A Storm of Light                                 | Forgive Us Our Trespasses                   | NR071       |
| 2010 | Harvestman, USX, Minsk                           | Hawkwind                                    | NR072       |
| 2010 | Neurosis                                         | Live at the Roadburn 2007                   | NR073       |
| 2010 | U.S. Christmas                                   | Run Thick in the Night                      | NR074       |
| 2010 | Across Tundras                                   | Sage                                        | NR075       |
| 2011 | U.S. Christmas                                   | The Valley Path                             | NR076       |
| 2011 | Neurosis                                         | Sovereign                                   | NR077       |
| 2012 | Nate Hall                                        | A Grey River                                | NR078       |
| 2012 | Ufomammut                                        | ORO – Opus Alter                            | NR079       |
| 2012 | Ufomammut                                        | ORO – Opus Primum                           | NR080       |
| 2012 | Ides of Gemini                                   | Constantinople                              | NR081       |
| 2012 | Steve Von Till, Scott Kelly, Wino                | Songs of Townes Van Zandt                   | NR082       |
| 2012 | Scott Kelly & The Road Home                      | The Forgiven Ghost in Me                    | NR083       |
| 2012 | Amenra                                           | MASS V                                      | NR084       |
| 2012 | Neurosis                                         | Honor Found in Decay                        | NR085       |
| 2013 | Iron Tongue                                      | The Dogs Have Barked, the Birds Have Flown  | NR086       |
| 2013 | Corrections House                                | Last City Zero                              | NR087       |
| 2014 | Stoneburner                                      | Life Drawing                                | NR088       |
| 2014 | John Baizley, Nate Hall & Mike Scheidt           | Songs of Townes Van Zandt Vol. II           | NR089       |
| 2014 | YOB                                              | Clearing The Path to Ascend                 | NR090       |
| 2014 | Ides of Gemini                                   | Old World New Wave                          | NR091       |
| 2015 | Brothers of the Sonic Cloth                      | Brothers of the Sonic Cloth                 | NR092       |
| 2015 | Ufomammut                                        | Ecate                                       | NR093       |
| 2015 | Dark Buddha Rising                               | Inversum                                    | NR094       |
| 2015 | Steve Von Till                                   | A Life unto Itself                          | NR095       |
| 2015 | Corrections House                                | Know How to Carry a Whip                    | NR096       |
| 2015 | Kowloon Walled City                              | Grievances                                  | NR097       |
| 2016 | The Body & Full of Hell                          | One Day You Will Ache Like I Ache           | NR098       |
| 2016 | Mirrors for Psychic Warfare                      | Mirrors for Psychic Warfare                 | NR099       |
| 2016 | Neurosis                                         | Sovereign                                   | NR100       |
| 2016 | Alaric                                           | End of Mirrors                              | NR101       |
| 2016 | Neurosis                                         | Fires Within Fires                          | NR102       |
| 2017 | Ufomammut                                        | 8                                           | NR103       |
| 2017 | Neurosis                                         | The Word as Law                             | NR104       |
| 2017 | Harvestman                                       | Music for Megaliths                         | NR105       |
| 2018 | Deafkids                                         | Configuração do Lamento                     | NR106       |
| 2018 | Amenra                                           | MASS VI                                     | NR108       |
| 2018 | Dark Buddah Rising                               | II                                          | NR109       |
| 2018 | Chrch                                            | Light Will Consume Us All                   | NR111       |
| 2018 | Christ on Parade                                 | A Mind Is a Terrible Thing                  | NR110       |
| 2018 | Neurosis                                         | Pain of Mind                                | NR107       |
| 2018 | Mirrors for Psychic Warfare                      | I See What I Became                         | NR112       |
| 2019 | Deafkids                                         | Metaprogramação                             | NR113       |
| 2019 | Neurosis & Jarboe                                | Neurosis & Jarboe                           | NR114       |
| 2020 | Deafkids & Petbrick = Deafbrick                  | Deafbrick                                   | NR115       |
| 2020 | Steve Von Till                                   | No Wilderness Deep Enough                   | NR116       |
| 2021 | Steve Von Till                                   | Harvestman - 23 Untitled Poems              | NR117       |
| 2021 | Steve Von Till                                   | A Deep Voiceless Wilderness                 | NR118       |
| 2021 | Kowloon Walled City                              | Piecework                                   | NR119       |
| 2022 | Petbrick                                         | Liminal                                     | NR121       |
| 2022 | Ufomammut                                        | Fenice                                      | NR122       |
| 2022 | Tension Span                                     | The Future Died Yesterday                   | NR123       |
| 2023 | False Fed                                        | Let Them Eat Fake                           | NR124       |
| 2023 | Great Falls                                      | Objects Without Pain                        | NR125       |